# Comic World

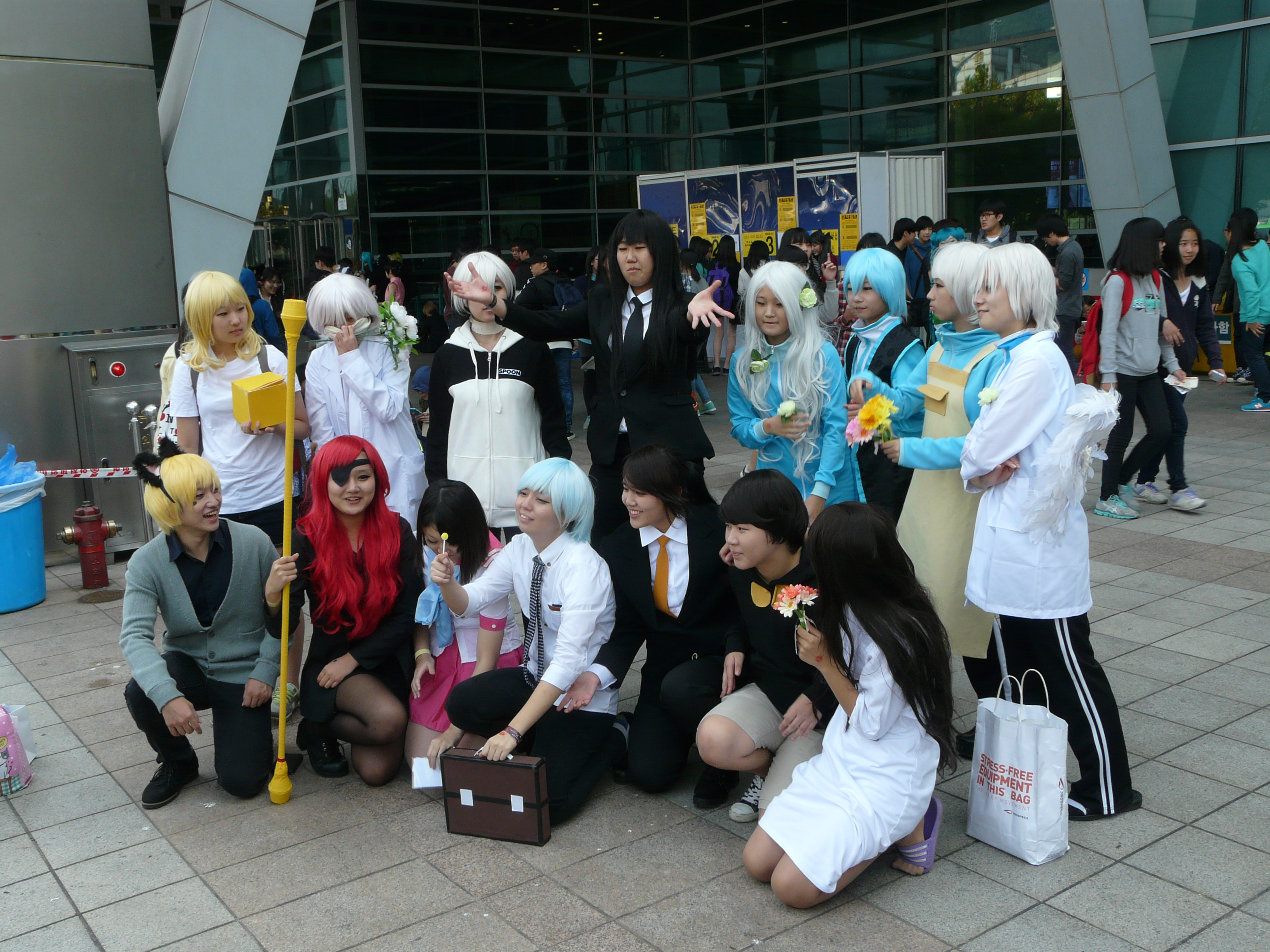
Cosplay World at Comic World首尔，2013年10月

（英語簡稱為）是在日本、香港、台灣、韓國等地舉辦的同人誌即賣會，由日本SE株式會社（エスイー，今Deleter株式會社）開辦，並在日本以外地區委託當地同人團體舉辦。

## 各地情形

### 日本
主要在中小型都市舉辦。但在2008年8月3日舉行的「Comic World in 橫濱 49」後，現已全面停辦。

### 韓國
Comic World從1999年開始，在首爾與釜山巡迴舉辦。每回活動均以「（○回）（都市名）Comic World」命名。

## 外部連結
- SE株式會社（页面存档备份，存于）
- Comic World 香港（页面存档备份，存于）
- Comic World（韓國）（页面存档备份，存于）